# هابي فالي
هابي فالي (بالإنجليزية: Happy Valley, Oregon)‏ هي مدينة تقع في مقاطعة كلاكماس، أوريغون بولاية أوريغون في الولايات المتحدة. تبلغ مساحة هذه المدينة 21.55 (كم²)، وترتفع عن سطح البحر 151.5 م، بلغ عدد سكانها 13903 نسمة في عام 2010 حسب إحصاء مكتب تعداد الولايات المتحدة.

## التركيبة السكانية
قام مكتب تعداد الولايات المتحدة بتحديد بيانات التركيبة السكانية لهابي فاليفي تعداد الولايات المتحدة. في ما يلي، التركيبة السكانية حسب تعدادي 2000 و2010.

### تعداد عام 2000
بلغ عدد سكان هابي فالي 4,519 نسمة بحسب تعداد عام 2000، وبلغ عدد الأسر 1,431 أسرة وعدد العائلات 1,302 عائلة مقيمة في المدينة. في حين سجلت الكثافة السكانية 1,674.2 نسمة لكل ميل مربع (646.4/كم2). وبلغ عدد الوحدات السكنية 1,500 وحدة بمتوسط كثافة قدره 555.7 نسمة لكل ميل مربع (214.6/كم2).
وتوزع التركيب العرقي للمدينة بنسبة.
بلغ عدد الأسر 1,431 أسرة كانت نسبة 49.0% منها لديها أطفال تحت سن الثامنة عشر تعيش معهم، وبلغت نسبة الأزواج القاطنين مع بعضهم البعض 83.4% من أصل المجموع الكلي للأسر، ونسبة 4.9% من الأسر كان لديها معيلات من الإناث دون وجود شريك، وكانت نسبة 9.0% من غير العائلات. تألفت نسبة 6.3% من أصل جميع الأسر من أفراد ونسبة 2.2% كانوا يعيش معهم شخص وحيد يبلغ من العمر 65 عاماً فما فوق. وبلغ متوسط حجم الأسرة المعيشية 3.28، أما متوسط حجم العائلات فبلغ 3.16.
بلغ العمر الوسطي للسكان 37 عاماً. وكانت نسبة 31.4% من القاطنين تحت سن الثامنة عشر، وكانت نسبة 5.0% بين الثامنة عشر والأربعة وعشرون عاماً، ونسبة 30.1% كانت واقعةً في الفئة العمرية ما بين الخامسة والعشرون حتى والأربعة وأربعون عاماً، ونسبة 26.7% كانت ما بين الخامسة والأربعون حتى الرابعة والستون، ونسبة 6.8% كانت ضمن فئة الخامسة والستون عاماً فما فوق. يوجد لكل 100 أنثى 99.2 ذكر، ويوجد لكل 100 أنثى في الثامنة عشر من عمرها فما فوق 98.2 ذكر.
بلغ متوسط دخل الأسرة في المدينة 93,131 دولار، أما متوسط دخل العائلة فبلغ 95,922 دولار. وكان متوسط دخل الذكور 68,125 دولار مقابل 43,667 دولار للإناث. وسجل دخل الفرد الخاص بالمدينة 36,665 دولار. وكانت نسبة 0.6% من العائلات ونسبة 1.2% من السكان تحت خط الفقر، وكان من هؤلاء نسبة 1.2% تحت سن الثامنة عشر ولا أحد منهم في الخامسة والستين من العمر وما فوق.

### تعداد عام 2010
بلغ عدد سكان هابي فالي 13,903 نسمة بحسب تعداد عام 2010، وبلغ عدد الأسر 4,408 أسرة وعدد العائلات 3,724 عائلة مقيمة في المدينة. في حين سجلت الكثافة السكانية 1,679.1 نسمة لكل ميل مربع (648.3/كم2). وبلغ عدد الوحدات السكنية 4,708 وحدة بمتوسط كثافة قدره 568.6 لكل ميل مربع (219.5/كم2).
وتوزع التركيب العرقي للمدينة بنسبة.
بلغ عدد الأسر 4,408 أسرة كانت نسبة 48.8% منها لديها أطفال تحت سن الثامنة عشر تعيش معهم، وبلغت نسبة الأزواج القاطنين مع بعضهم البعض 74.4% من أصل المجموع الكلي للأسر، ونسبة 6.3% من الأسر كان لديها معيلات من الإناث دون وجود شريك، بينما كانت نسبة 3.7% من الأسر لديها معيلون من الذكور دون وجود شريكة وكانت نسبة 15.5% من غير العائلات. وبلغ متوسط حجم الأسرة المعيشية 3.40، أما متوسط حجم العائلات فبلغ 3.15.
بلغ العمر الوسطي للسكان 37 عاماً. وكانت نسبة 30.2% من القاطنين تحت سن الثامنة عشر، وكانت نسبة 6.8% بين الثامنة عشر والأربعة وعشرون عاماً، ونسبة 27% كانت واقعةً في الفئة العمرية ما بين الخامسة والعشرون حتى والأربعة وأربعون عاماً، ونسبة 27.9% كانت ما بين الخامسة والأربعون حتى الرابعة والستون، ونسبة 8.2% كانت ضمن فئة الخامسة والستون عاماً فما فوق. وتوزع التركيب الجنسي للسكان بنسبة 49.7% ذكور و50.3% إناث.

## وصلات خارجية
- www.ci.happy-valley.or.us
- The US50 - Cities and Towns in Oregon State